# بهرام کاظمی
بهرام کاظمی (زاده ۲۲ دی ۱۳۳۴ در آبادان) کارگردان اهل ایران است.

## فیلم‌شناسی

### کارگردانی
- مشکل گیتی (۱۳۹۴)
- شبی در تهران (۱۳۸۶)
- عروس فراری (۱۳۸۳)
- سریال زنبق‌های وحشی (۱۳۸۱)
- از صمیم قلب (۱۳۷۹)
- هدف (۱۳۷۳)
- پادزهر (۱۳۷۲)
- بچه های وشان (۱۳۷۰)

### تهیه‌کنندگی
- مشکل گیتی (۱۳۹۴)
- پادزهر (۱۳۷۲)